# Shippingport (ARDM-4)
Shippingport (ARDM-4), est à l'origine un quai de réparation auxiliaire moyen, un type de cale sèche flottante auxiliaire non automotrice de l'US Navy de classe ARDM-4,. Elle est l'une des deux cales sèches de réparation auxiliaires moyennes de la marine et a été la première cale sèche flottante construite pour l'US Navy depuis la Seconde Guerre mondiale.

## Historique
Construit en 1977 par la Bethlehem Steel à Sparrows Point dans le Maryland, et livré le 4 janvier 1979 l' ARDM-4 est toujours en service au Naval Submarine Support Facility de la base navale de New London, à Groton dans le Connecticut.
Avec un déplacement de 5 400 tonnes, cette cale sèche flottante a une capacité de levage de 7 800 tonnes. Shippingport dispose de deux grues à portique de 25 tonnes sur chenilles. C'est une cale sèche appartenant au gouvernement, exploitée par un entrepreneur privé, restaurée et certifiée, utilisée pour effectuer des réparations de sous-marins.

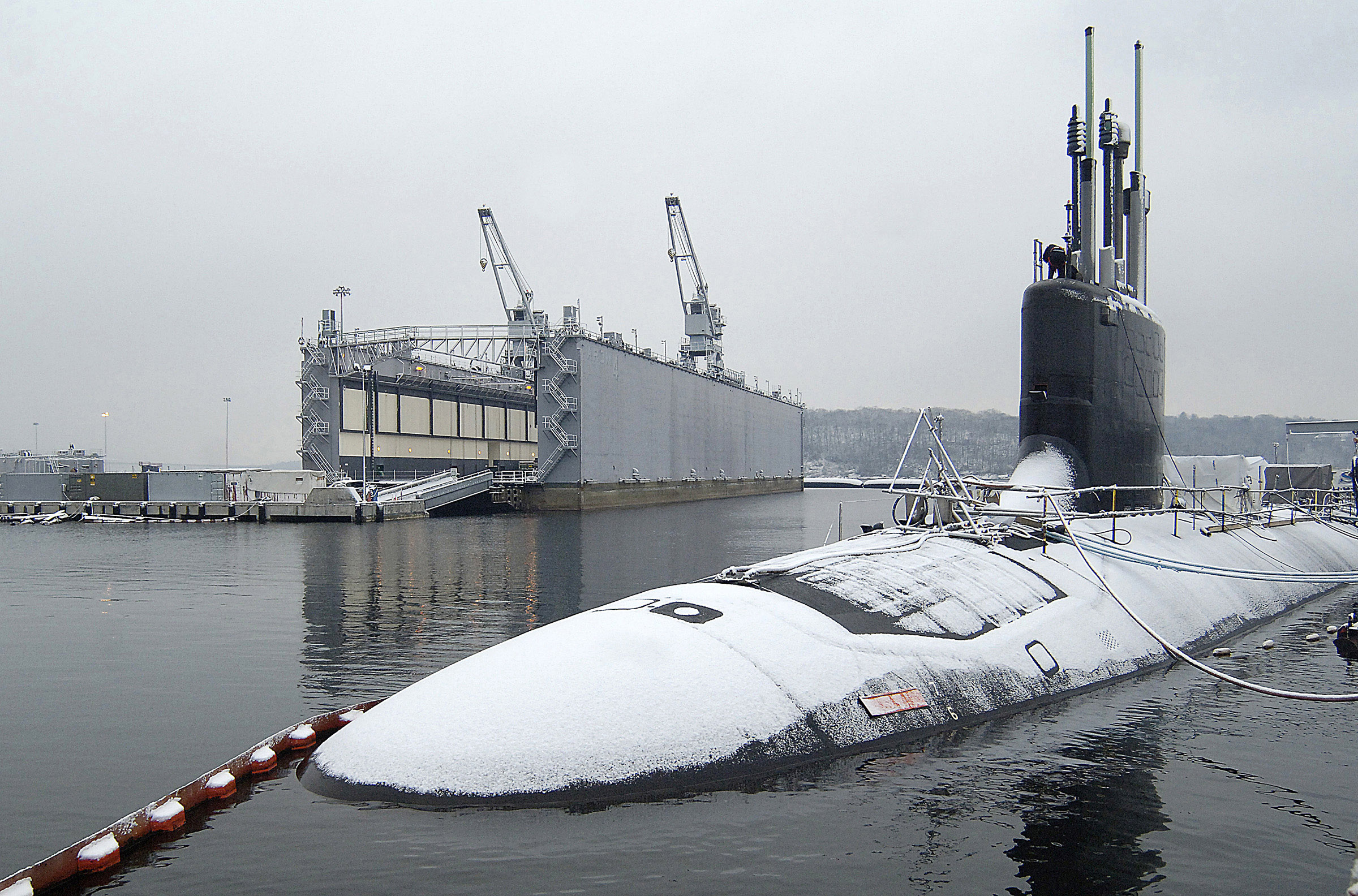
Shippingport (arrière plan) à la Base navale de New London

En octobre 2010, alors que Shippingport (ARDM-4) approchait de la fin de sa révision chez BAE Systems Ship Repair à Norfolk, en Virginie, le département de la Défense des États-Unis a annoncé que le chantier naval Electric Boat de Groton avait reçu 6,5 $ millions supplémentaires à son contrat pour les fonctions des forces navales lors de la révision et de la re-certification des embarcations de service naval (SCO). 
En septembre 2012, après avoir été hors service pendant près de quatre ans, Shippingport a terminé ses travaux pour une nouvelle certification qui comprenaientt des modifications structurelles pour permettre une capacité de levage pour soutenir un sous-marin nucléaire d'attaque (SSN) de classe Virginia (SSN). En novembre 2013, General Dynamics Electric Boat a annoncé qu'il avait obtenu un contrat supplémentaire de 7,1 millions de dollars par la Naval Sea Systems Command (en) (NAVSEA) pour d'autres réparations et la préservation de la cale sèche flottante Shippingport (ARDM-4), les travaux devant être achevés d'ici septembre 2014.

## Liste de la classe ARDM-1
| Nom            | N° coque | Statut                            | Note   |
| -------------- | -------- | --------------------------------- | ------ |
| USS Oak Ridge  | ARDM-1   | Hors service                      | [ 7 ]  |
| USS Alamogordo | ARDM-2   | BAE Rio Orellana (DF-83) Équateur | [ 8 ]  |
| USS Endurance  | ARDM-3   | Hors service                      | [ 9 ]  |
| Shippingport   | ARDM-4   | En service                        | [ 10 ] |
| Arco           | ARDM-5   | En service                        | [ 11 ] |

## Décoration
- Meritorious Unit Commendation
- 2 Navy E Ribbon
- National Defense Service Medal

### Liens connexes
- Liste des navires auxiliaires de l'United States Navy
- Base navale de New London
- Arco (ARDM-5)